# Sceloporus cupreus
Sceloporus cupreus este o specie de șopârle din genul Sceloporus, familia Phrynosomatidae, descrisă de Bocourt 1873. Conform Catalogue of Life specia Sceloporus cupreus nu are subspecii cunoscute.